# Yazoo (hudební skupina)
Yazoo (také známé jako Yaz) bylo anglické synthpopové duo z Basildonu v Essexu, skládající se z bývalého člena skupiny Depeche Mode Vinceho Clarka (klávesy) a Alison Moyet (zpěv). Duo bylo vytvořené na konci roku 1981 poté, co Clarke odpověděl na inzerát, který Moyetová umístila v britském hudebním časopise. Dvojice se znala už od školy. Během následujících 18 měsíců duo vydalo dvě alba Upstairs at Eric's a You and Me Both. Píseň „Don't Go“ byla vydána v červenci 1982 jako druhý singl ve Velké Británii a také dosáhl jako první ze tří britských žebříčků. V Severní Americe byla píseň „Situation“ hitem v klubech. „Only You“ byl vydán jako druhý singl v Severní Americe a dosáhl čísla 67. V roce 1983 se rozpadli. V roce 2008, 25 let po rozdělení, Clarke a Moyet obnovili Yazoo, aby zahráli úspěšné turné po Velké Británii, Evropě a Severní Americe.